# Sainte-Croix (Montcuq-en-Quercy-Blanc)
Sainte-Croix è un comune francese soppresso e frazione del dipartimento del Lot della regione dell'Occitania. Dal 1º gennaio 2016 si è fuso con i comuni di Belmontet, Lebreil, Montcuq, e Valprionde per formare il nuovo comune di Montcuq-en-Quercy-Blanc.

## Società

### Evoluzione demografica
Abitanti censiti